# St. Matthäus (Kriegsfeld)
St. Matthäus ist die katholische Kirche der Ortsgemeinde Kriegsfeld im Donnersbergkreis. Die neuromanische Kirche ist heute Filialkirche der Pfarrei Hl. Anna in Kirchheimbolanden im Bistum Speyer.

## Geschichte
Nachdem im Zuge der Pfälzischen Kirchenteilung Kriegsfeld den Protestanten zugeschlagen wurde, wurde nach Anstrengungen der katholischen Bürger des Ortes im Jahr 1759 wieder eine katholische Pfarrei im Ort eröffnet. Im Jahr 1787 entstand im Ortskern die katholische Pfarrkirche der Gemeinde, die heute noch existiert und als Gemeindehaus benutzt wird.
Diese Kirche mit 100 Sitzplätzen erwies sich für die wachsende katholische Gemeinde der Pfarrei Kriegsfeld mit den Filialen Mörsfeld und Oberwiesen als zu klein und so suchte man zunächst nach einem Weg, die bestehende Kirche zu vergrößern. Nachdem das bischöfliche Ordinariat einen Zuschuss aufgrund des erst wenige Jahre zuvor erbauten und noch nicht abbezahlten Pfarrhauses verweigerte, wurde im November 1908 ein Kirchenbauverein gegründet, um Spenden für das Bauvorhaben zu sammeln.
Eine Erweiterung der Kirche nach Westen scheiterte am notwendigen Grunderwerb, einer Erweiterung nach Osten stand der dortige protestantische Kirchhof im Weg. So entstand ein neuer Plan, die Kirche hinter das Pfarrhaus zu bauen, wo sich der Grunderwerb unkomplizierter gestaltete. Mit den bis zum Jahr 1919 gesammelten 37.000 Mark an Spendengeldern wurde das notwendige Grundstück erworben. Kurz darauf rückten aufgrund der Inflation die Pläne zum Kirchenneubau in weite Ferne.
Im Jahr 1934 beschloss man, die neue Kirche neben das Pfarrhaus zu bauen, wofür zwei Scheunen und ein Wohnhaus erworben und abgerissen werden mussten. Der erste Spatenstich erfolgte am 16. August 1935, die Grundsteinlegung folgte am 29. September 1935. Am 20. September 1936 weihte Bischof Ludwig Sebastian aus Speyer das Gotteshaus. Die Baukosten betrugen 80.000 Mark. Im Zweiten Weltkrieg wurde die Kirchenglocke 1942 eingeschmolzen. In den Jahren 1956–1958 wurden drei neue Bronzeglocken beschafft.
Bis zum 1. Januar 2016 war Kriegsfeld Sitz einer Pfarrei innerhalb der Pfarreigemeinschaft Kirchheimbolanden, zu der noch die Filialen Mörsfeld und Oberwiesen mit jeweils eigenen Filialkirchen gehörten. Mit der Strukturreform im Bistum Speyer wurde Kriegsfeld Filialkirche der Pfarrei Hl. Anna in Kirchheimbolanden.